# Šerm na Letních olympijských hrách 2020
Šerm na Letních olympijských hrách 2020 v Tokiu se konal od 24. července do 1. srpna 2021.

## Výsledky disciplín

### Muži
| Kategorie            | Zlato                                                                     | Stříbro                                                                                 | Bronz                                                                                      |
| -------------------- | ------------------------------------------------------------------------- | --------------------------------------------------------------------------------------- | ------------------------------------------------------------------------------------------ |
| Fleret - jednotlivci | Cheung Ka-long · Hongkong ( HKG)                                          | Daniele Garozzo · Itálie ( ITA)                                                         | Alexander Choupenitch · Česko (CZE)                                                        |
| Kord - jednotlivci   | Romain Cannone · Francie (FRA)                                            | Gergely Siklósi · Maďarsko (HUN)                                                        | Ihor Reizlin · Ukrajina (UKR)                                                              |
| Šavle - jednotlivci  | Áron Szilágyi · Maďarsko (HUN)                                            | Luigi Samele · Itálie (ITA)                                                             | Kim Čong-hwan · Jižní Korea (KOR)                                                          |
| Fleret - družstvo    | Francie · Enzo Lefort · Erwann Le Péchoux · Julien Mertine · Maxime Pauty | Sportovci ROV · Anton Borodachev · Kirill Borodachev · Vladislav Mylnikov · Timur Safin | Spojené státy americké · Race Imboden · Nick Itkin · Alexander Massialas · Gerek Meinhardt |
| Kord - družstvo      | Japonsko · Koki Kano · Kazujasu Minobe · Masaru Yamada · Satoru Uyama     | Sportovci ROV · Sergey Bida · Sergej Chodos · Pavel Suchov · Nikita Glazkov             | Jižní Korea · Pak Sang-jong · Ma Se-geon · Song Jae-ho · Kweon Young-jun                   |
| Šavle - družstvo     | Jižní Korea · Oh Sang-uk · Kim Jun-ho · Kim Čong-hwan · Ku Pon-kil        | Itálie · Luca Curatoli · Luigi Samele · Enrico Berrè · Aldo Montano                     | Maďarsko · Áron Szilágyi · András Szatmári · Tamás Decsi · Csanád Gémesi                   |

### Ženy
| Kategorie              | Zlato | Stříbro                                                                                   | Bronz                                                                                        |
| ---------------------- | --- | ----------------------------------------------------------------------------------------- | -------------------------------------------------------------------------------------------- |
| Fleret - jednotlivkyně | Lee Kieferová · Spojené státy americké (USA)                                                                 | Inna Deriglazovová · Sportovci ROV (ROC)                                                  | Larisa Korobejnikovová · Sportovci ROV (ROC)                                                 |
| Kord - jednotlivkyně   | Sun I-wen · Čína (CHN)                                                                                       | Ana Maria Popescuová · Rumunsko (ROM)                                                     | Katrina Lehisová · Estonsko (EST)                                                            |
| Šavle - jednotlivkyně  | Sofija Pozdňakovová · Sportovci ROV (ROC)                                                                    | Sofja Veliká · Sportovci ROV (ROC)                                                        | Manon Brunetová · Francie (FRA)                                                              |
| Fleret - družstvo      | Sportovci ROV (ROC) · Inna Deriglazovová · Larisa Korobejnikovová · Marta Marťjanovová · Adelina Zagidullina | Francie (FRA) · Anita Blazeová · Astrid Guyartová · Pauline Ranvierová · Ysaora Thibusová | Itálie (ITA) · Martina Batiniová · Erica Cipressaová · Arianna Errigová · Alice Volpiová     |
| Kord - družstvo        | Estonsko (EST) · Julija Běljajevová · Irina Embrichová · Erika Kirpuová · Katrina Lehisová                   | Jižní Korea (KOR) · Čche In-čong · Kang Jong-mi · I Hje-in · Song Se-ra                   | Itálie (ITA) · Rossella Fiamingová · Federica Isolaová · Mara Navarria · Alberta Santucciová |
| Šavle - družstvo       | Sportovci ROV · Olga Nikitina · Sofija Pozdňakovová · Sofja Veliká                                           | Francie · Sara Balzerová · Cécilia Berderová · Manon Brunetová · Charlotte Lembachová     | Jižní Korea · Kim Či-jon · Yoon Ji-su · Seo Ji-yeon · Choi Soo-yeon                          |

## Přehled medailí
| Pořadí | Země                   | Zlato | Stříbro | Bronz | Celkově |
| ------ | ---------------------- | ----- | ------- | ----- | ------- |
| 1      | Sportovci ROV          | 3     | 4       | 1     | 8       |
| 2      | Francie                | 2     | 2       | 1     | 5       |
| 3      | Jižní Korea            | 1     | 1       | 3     | 5       |
| 4      | Maďarsko               | 1     | 1       | 1     | 3       |
| 5      | Estonsko               | 1     | 0       | 1     | 2       |
| 5      | Spojené státy americké | 1     | 0       | 1     | 2       |
| 7      | Čína                   | 1     | 0       | 0     | 1       |
| 7      | Hongkong               | 1     | 0       | 0     | 1       |
| 7      | Japonsko               | 1     | 0       | 0     | 1       |
| 10     | Itálie                 | 0     | 3       | 2     | 5       |
| 11     | Rumunsko               | 0     | 1       | 0     | 1       |
| 12     | Česko                  | 0     | 0       | 1     | 1       |
| 12     | Ukrajina               | 0     | 0       | 1     | 1       |
| celkem | celkem                 | 12    | 12      | 12    | 36      |